# Idioma wangganguru
Wangkangurru o Wangganguru  /ˈwʌŋɡəŋˈʊəruː/ es una lengua aborigen australiana casi extinta de la familia pama-ñungana. Es considerado un dialecto del idioma arabana hablado por el pueblo wangkangurru.
Wangganguru tenía toda la gama de consonantes del prototípico idioma australiano. Varias de las nasales y laterales estaban alofónicamente preoclusivas.
|             | Periférica | Periférica | Laminal | Laminal  | Apical     | Apical |
| Bilabial    | Velar      | Palatal    | Dental  | Alveolar | Retrofleja |        |
| ----------- | ---------- | ---------- | ------- | -------- | ---------- | ------ |
| Oclusiva    | p          | k          | c       | t̪        | t          | ʈ      |
| Nasal       | m ~ bm     | ŋ          | ɲ       | n̪ ~ d̪n̪   | n ~ dn     | ɳ      |
| Lateral     |            |            | ʎ       | l̪ ~ d̪l̪   | l~dl       | ɭ      |
| Vibrante    |            |            |         |          | r ɾ        |        |
| Aproximante | w          | w          | j       |          | ɻ          | ɻ      |